# Tropical Malady
Tropical Malady (in thailandese สัตว์ประหลาด, Satpralat) è un film del 2004 diretto da Apichatpong Weerasethakul, vincitore del Premio della giuria al 57º Festival di Cannes.
Tratto dal racconto dell'autore thailandese Noi Intanon e dal film d'orrore del 1943 Ho camminato con uno zombi di Jacques Tourneur, il titolo originale è traducibile in italiano come «strano animale».

## Accoglienza
La rivista del British Film Institute Sight & Sound l'ha indicato fra i trenta film chiave del primo decennio del XXI secolo.

## Riconoscimenti
- 2004 – Festival di Cannes
  - Premio della giuria
- 2004 – Torino Gay & Lesbian Film Festival
  - Miglior lungometraggio
- 2004 – Tokyo Filmex
  - Grand Prize
- 2004 – São Paulo International Film Festival
  - Premio della critica
- 2005 – Indianapolis International Film Festival
  - Premio speciale della giuria